# Péter Forgács
Péter Forgács (Boedapest, 10 oktober 1950) is een Hongaars fotograaf, mediakunstenaar en filmmaker.

## Biografie
Sinds 1976 werkt Forgács als kunstenaar en filmmaker. Tot en met de jaren tachtig werkte hij samen met de hedendaagse muziekgroep Group 180. Rond dezelfde tijd werkte hij in de filmstudio Balázs Béla.
In 1983 zette hij de Private Photo & Film Archives Foundation (PPFA) op in Boedapest, waarin hij een unieke collectie aan amateurfilmmateriaal bewaart uit de periode sinds de jaren twintig van de 20e eeuw. Hij gebruikt deze opnames als basismateriaal voor zijn postmoderne bewerkingen van de geschiedenis, in het bijzonder over de jaren dertig en zestig. Met de serie van meer dan dertig films die hij hiermee maakte, bekend onder de naam Private Hungary, sleepte hij meerdere prijzen in de wacht.
Zijn internationale debuut was met Bartos Family in 1988. Twee jaar later leverde hem dat de Grote Prijs op tijdens het World Wide Video Festival in Den Haag. In 2002 hield het Getty Research Institute een tentoonstelling onder de naam The Danube Exodus: Rippling Currents of the River. 
In 2009 leverde hij tijdens de Biënnale van Venetië zijn aandeel voor het Hongaarse paviljoen die dat jaar werd gecureerd door András Rényi.
Zijn werk is opgenomen in vele publieke collecties wereldwijd, waaronder het Nederlands Filmmuseum in Amsterdam.

## Erkenning
Forgács won prijzen op onder meer verschillende internationale festivals. Hieronder staat een selectie:
- 1990: Grote Prijs, World Wide Video Festival in Den Haag, voor Bartos Family
- 1991: Grote Prijs, European Document Film Biennial, Marseille, voor Dusi en Jenő
- 1993: Grote Prijs, VIPER Film & Video Festival, Luzern, voor Wittgenstein Tractatus
- 1993: Grote Prijs, Sound Base Arts Video Festival, Wrocław, voor Wittgenstein Tractatus
- 1997: Prix Europa, televisieprogramma van het jaar: Private Hungary X: Free Fall
- 1998: Golden Gate Award, Internationaal filmfestival van San Francisco
- 1999: Grote Prijs, Out of That Darkness International Film Competition, Londen, voor The Maelstrom
- 2005: Tribeca Film Festival, New York, voor El perro negro
- 2005: Grote Prijs, Denver International Film Festival, voor El perro negro
- 2007: Erasmusprijs voor zijn uitzonderlijke bijdrage aan de cultuur in Europa
- 2007: Artiest van de Republiek Hongarije, ministerie van onderwijs en cultuur

## Filmografie
Hieronder volgt een selectie van het werk dat Forács als regisseur of scenarioschrijver voortbracht:
| - 1978: I See That I Look - 1985: Golden Age video - 1985: Iron Age - 1985: Spinoza Rückwertz - 1986: The Portrait of Leopold Szondi - 1987: Episodes from the Life of Professor M.F. - 1988: The Bartos Family - Private Hungary 1 - 1989: Dusi & Jenõ - Private Hungary 2 - 1989: Either - Or - Private Hungary 3 - 1990: The Diary of Mr. N. - Private Hungary 4 - 1991: Márai Herbal - INTERLUDE-serie - 1991: D-FILM - Private Hungary 5 - 1991: Photographed by László Dudás - Private Hungary 6 - 1991: Arizona diary, met dichter György Petri - 1992: Wittgenstein Tractatus - INTERLUDE-serie - 1992: Bourgeoisie Dictionary - Private Hungary 7 - 1993: Culture Shavings | - 1993: Simply Happy, met Albert Wulffers - 1993: Conversations on Psychoanalysis - documentaireserie 5/5 - 1. Freud & Vienna - 2. Sándor Ferenczi & the Budapest School of Psychoanalysis - 3. The Psychoanalytic View of Man - 4. Psychoanalysis & Society - 5. Psychoanalysis as Therapy - 1994: Hungarian Totem, video - 1994: The Notes of a Lady - Private Hungary 8 - 1994: Meanwhile Somewhere 1940-43... - 1996: The Land of Nothing - Private Hungary 9 - 1996: Pauer Pseudo - 1996: Free Fall - Private Hungary 10 - 1997: Class Lot - Private Hungary 11 - 1997: Kádár's Kiss - Private Hungary 12 | - 1997: The Maelstrom - A Family Chronic - 1998: The Danube Exodus - 1999: Angelos' Film - 2001: A Bibó Reader - Private Hungary 13 - 2002: The Bishop's Garden - Private Hungary 14 - 2003: Der Kaiser auf dem Spaziergang - light & image project - 2003: Do you really love me? The HungAryan, installatie - 2004: Mutual Analysis - 2005: El Perro Negro - 2006: Miss Universe 1929 - Lisl Goldarbeiter. A Queen in Wien - 2008: I am Von Höfler Variation on Werther, documentaire - 2008: Saját halál - 2009: Hunky Blues - 2012: Magyarország 2011 |

## Installaties en performances
| - 1978: INAUGURATION, videoperformance - 1979: Stanley & Livingston, performance - 1982: Dixi & Pixi, videoperformance, met Dixi, Group 180 en Laszlo Lugó Lugosi - 1984: Black Hole, performance, met Tamás Tóth - 1994: The Case of My Room, video-installatie - 1984: New York - BUDAPEST, foto's van schilderijen, met Laszlo Lugó Lugosi - 1984: Snapshot from the Island, performance, met Tibor Szemző - 1985: Pig paintings - 1985: Private Exits, performance, met Tibor Szemzõ - 1985: Work Desk, videoperformance en installatie, met Tibor Szemzõ | - 1986: Chlorophyll, met Laszlo Lugó Lugosi - 1987: Paintings & photographs, Fotohof Salzburg - 1991: Hungarian Video Kitchen Art - 1991: Thee á' El Greco, video-nstallatie - 1991: Two Nests and Other Things, video-installatie - 1993: Pre Morgue, video-installatie - 1995: Dream Inventory, installatie - 1995: Hungarian Totem, installatie - 1996: Der Kaiser auf dem Spaziergang, video-installatie - 1997: Free Fall | - 1997: Saloon, and Then!, installatie - 1997: The Hung Aryan, video-installatie - 2002: The Danube Exodus - 2004: SIGHT, foto-installatie - 2004: The Visit, installatie - 2005: Educational Cinema, installatie - 2006: Rembrandt Morphs, installatie - 2007: Monomotapa & The Game installatievideo, met György Jovánovics - 2009: Col Tempo - The W. Project. installatie, Biënnale van Venetië - 2009-2010: German Unity @ Balaton, verschillende Duitse steden, media-installatie met Gusztav Hamos |